# Sudický výběžek
Sudický výběžek je malý výčnělek Moravskoslezského kraje, nacházející se na severu okresu Opava. Hraničí s Polskem, konkrétně s Opolským a Slezským vojvodstvím. O oblast byly v září 1938 svedeny boje s nacistickým Německem (s nímž výběžek tehdy sousedil), které skončily odražením útoku nepřítele. Toto vítězství však nemělo velkého významu, neboť po podpisu Mnichovské dohody 29. září byl výběžek coby součást Sudet předán říšskému velení.

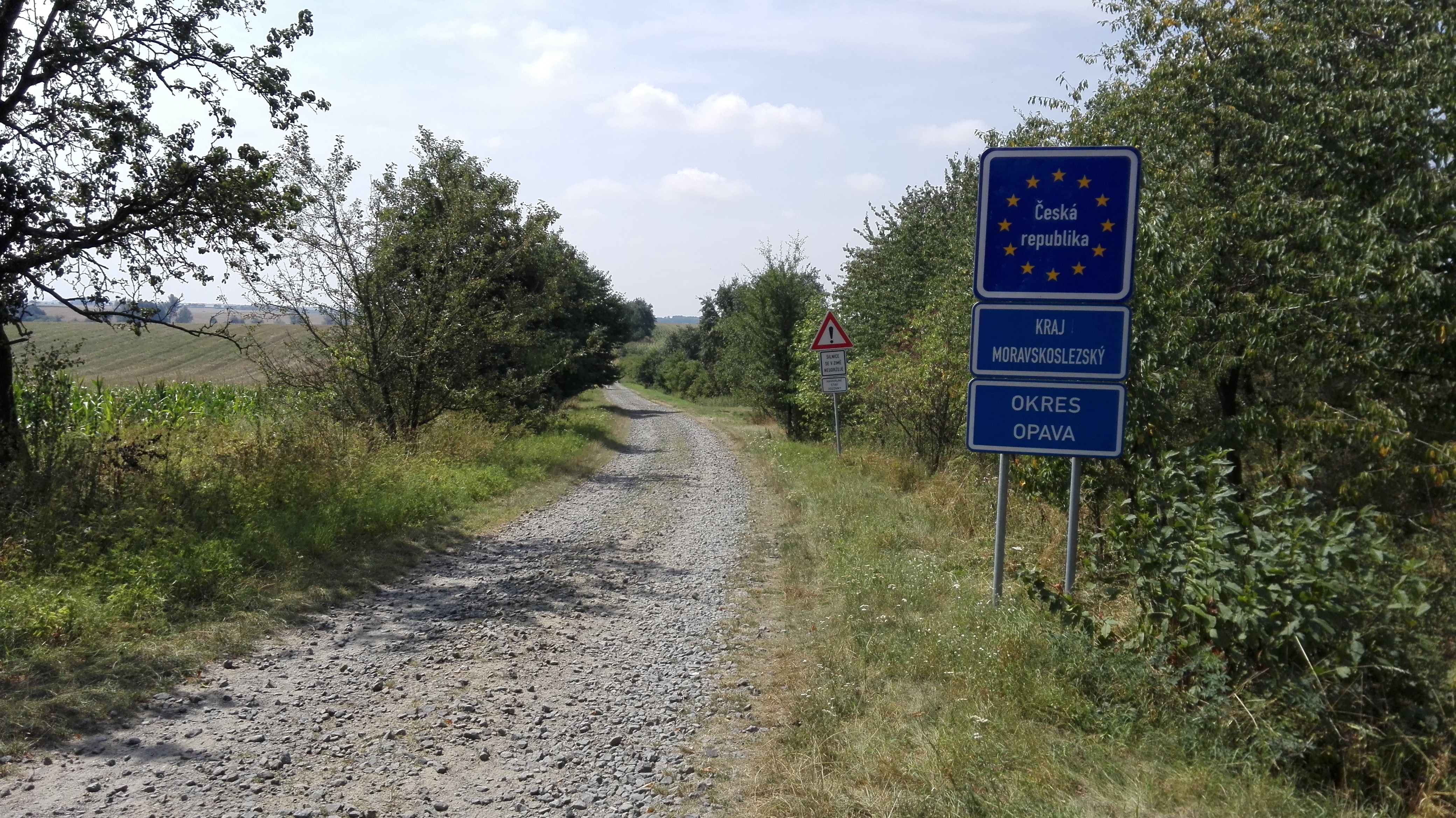
Polsko-český hraniční přechod v Třebomi

Sudický výběžek bývá někdy označován za nejmenší výběžek České republiky. Nacházejí se v něm pouze tři obce – od severu k jihu je to Třebom, Sudice a Rohov.

## Infrastruktura
Výběžkem prochází silnice I. třídy I/46. Tato silnice začíná v Olomouci, prochází Šternberkem a Opavou a v Sudicích se napojuje na polskou silnici I. třídy s názvem 916, která vede do Ratiboře.

## Vznik

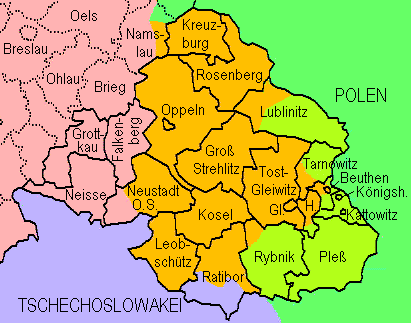
Části německého vládního obvodu Oppeln (jeden ze tří v Pruském Slezsku) byly na základě Versailleské mírové smlouvy předány Polsku a Československu

38 obcí připojených k Československu v letech 1920–1923. Sudický výběžek je zde jasně patrný.

28. června 1919 byla ve francouzském městě Versailles (asi 15 km na JZ od Paříže) podepsána tzv. Versailleská mírová smlouva, která deklarovala uspořádání Evropy po první světové válce. Německo podle ní ztratilo všechny své kolonie a značnou část svého evropského území. Mezi tímto ztraceným územím bylo i tzv. Hlučínsko. To bylo až do této chvíle součástí německého okresu Ratiboř (Ratibor Landkreise), jenž spadal pod pruskou Provincii Slezsko (též Pruské Slezsko, Provinz Schlesien). 

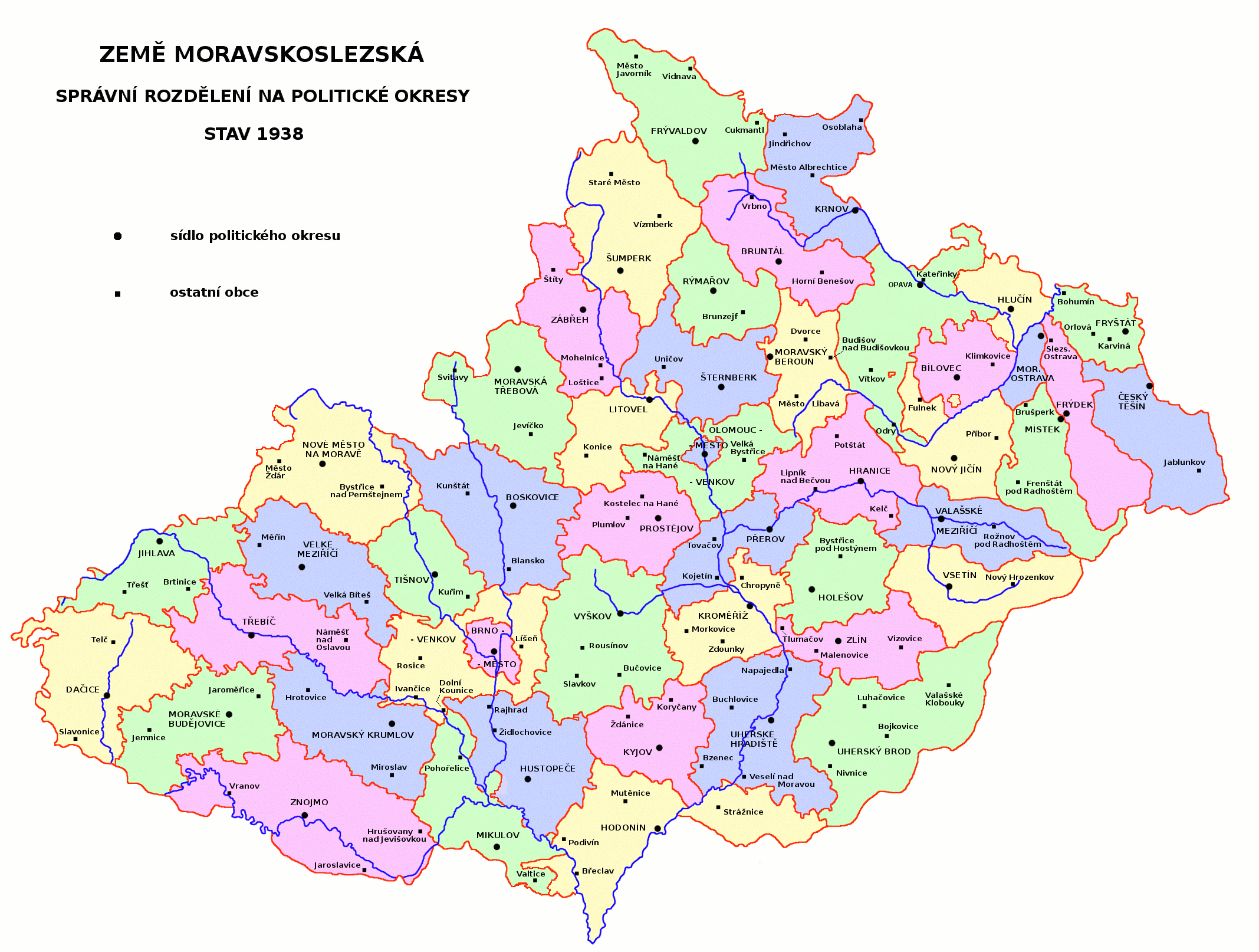
Okresy země Moravskoslezské v roce 1938. Sudický výběžek je zde již součástí okresu Opava.

10. ledna 1920 Versailleská smlouva vstoupila v platnost a 4. února bylo území o rozloze 325 km² a o 46 tisících obyvatel připojeno k Československé republice jako tzv. okres Hlučín. Hranice se sice ustálila až roku 1923, ale již v její první podobě byl na mapě jasně patrný výběžek tvořený obcemi Třebom, Sudice a Rohov.

## Boje o výběžek

### Pozadí
Dne 12. září 1938 došlo ve všech významných sudetských městech k vypuknutí masového povstání německého obyvatelstva. Tyto nepokoje byly podníceny Třetí říší a říká se jim sudetoněmecké povstání nebo také henleinovský puč. Povstalcům se podařilo ovládnout mnoho významných měst, nicméně československá vláda zareagovala vcelku pohotově a do 15. září měla prakticky celé Sudety opět pod kontrolou.
Hned dva dny nato, 17. září, byl však v Německu zformován tzv. Sudetoněmecký sbor dobrovolníků (též Sudetoněmecký Freikorps). Jeho úkolem byla destabilizace Československa, a to za pomoci ozbrojených útoků, sabotáží a diverze. Do bojů se navíc, nyní již naplno a samostatně, zapojily oddíly SA a SS (především na Ašsku a na Chebsku).

### Boje o Třebom
V noci z 20. na 21. září zaútočily jednotky Freikorpsu na nejvzdálenější obec výběžku, město Třebom, a její osádku – družstvo Stráže obrany státu (SOS) č. 23, spadající pod prapor Moravská Ostrava. Útok byl odražen, zemřelo asi 5 henleinovců. Následující noci byl útok opakován, tentokrát s větším počtem útočníků. Třebomské družstvo, včetně těžce raněného dozorce finanční stráže Františka Papouška, bylo nuceno přesunout se do přilehlých Sudic. Třebom byla dobyta henleinovci, František Papoušek zranění přežil.
Ráno 22. září byla Třebom dobyta zpět družstvem SOS č. 23, které se sloučilo s družstvy č. 21 a 22. Československá strana neutrpěla žádné oběti, henleinovci měli mít několik padlých. Všechna tři družstva zůstala v oblasti.

### Boje o Rohov a Strahovice
24. září, po opakovaných útocích ze strany henleinovců, se do Rohova stáhla výše zmíněná družstva SOS č. 21, 22 a 23, dosud sloužící v Třebomi. Vzniklá četa měla 24 mužů. 27. září byl Rohov napaden asi 150 vojáky Freikorpsu, přesila tak byla více než šestinásobná. Útok byl přesto odražen. Obránci neevidovali žádné padlé, útočníci nechali na bojišti dva mrtvé a jednoho těžce zraněného.
26. září, přibližně v 10 hodin dopoledne, napadly jednotky Freikorpsu Strahovice bráněné družstvem SOS č. 26. Českoslovenští vojáci byli nuceni město opustit, ale záhy se sloučili s družstvy č. 24 a 25 a město dobyli zpět.

### Po Mnichovské dohodě
Dne 29. září byla představiteli Francie, Velké Británie, Itálie a nacistického Německa podepsána tzv. Mnichovská dohoda, podle které mělo Německo bez odporu zbylých zavázaných mocností obsadit československé Sudety a na oplátku tímto krokem zastavit svou územní rozpínavost a nečinit si nároky na jiné země. Tuto dohodu poté Německo hned několikrát porušilo – poprvé 15. března 1939, kdy německé jednotky obsadily českou část Druhé republiky. Den poté vznikl protektorát Čechy a Morava. 
7. října jednotky SOS vyklidily své pozice na území Sudického výběžku. 8. října tak učinily i jednotky hraničářů a téhodne celý výběžek, spolu s celým územím Hlučínska, připadl pod správu říšské župy Horní Slezsko (Oberschlesien). Hlučínsko se tak po téměř 19 letech stal znovu součástí Německa. Zbylé území Sudet se stalo samostatnou říšskou župou a nebylo přičleněno k žádnému již existujícímu německému správnímu celku.